# Rhinophrynus dorsalis
Il rospo scavatore messicano o rinofrino dorsale (Rhinophrynus dorsalis Duméril & Bibron, 1841) è un anfibio dell'ordine degli Anuri. È l'unica specie del genere Rhinophrynus e della famiglia Rhinophrynidae.

## Distribuzione e habitat
Rhinophrynus dorsalis è diffusa nell'America centrale e meridionale.

## Descrizione
Presentano un corpo pieno, il muso appuntito e gli arti minuti che rendono questa rana dall'aspetto insolito adatta ad una vita sotterranea.
Sono caratterizzati dall'avere una lingua non fissata alla parete boccale e costole ben fissate alle vertebre, a differenza dei Discoglossidae che le hanno libere.

## Biologia
Ha abitudini scavatrici/terrestri.

### Riproduzione
Lo sviluppo dei girini avviene in pozze d'acqua temporanee che si creano durante la stagione delle piogge.